# 關慧貞
關慧貞 MP（, 1967年—），加拿大政治人物，2015年起以加拿大新民主黨黨員身份出任加拿大國會下議院溫哥華東選區議員，在此之前則從1996年至2015年以卑詩新民主黨黨員身份任職卑詩省議會溫哥華快樂山選區議員，期間從1998年至2001年在省長簡嘉年、苗禮義和杜新志內閣中任職廳長，為卑詩省歷史上首位華人廳長，並有稱該黨的“四朝元老”。
她從政以來參加過十次政治民主選舉，從沒有一次落敗，多年來也被視為温哥華市東端內草根階層市民的代言人。

## 早年及個人生活
關慧貞1967年生於香港，祖籍廣東開平，9歲時跟隨家人移民加拿大卑詩省温哥華，能說流利的廣東話和英文。她到西門菲沙大學主修犯罪學，1990年從該校畢業後一度在一間律師事務所工作，1991年起則效力於溫哥華市中心東端居民協會。
她於2001年與斯莫爾（Dan Small）結婚，兩人育有女兒施欣和兒子仁安，一家曾居於溫哥華東區。關氏與斯莫爾離異後則於2013年與子女遷至溫西基斯蘭奴區。

## 從政生涯

### 市議員
關慧貞於1993年代表進步選民聯盟出戰温哥華市選，並成功當選為温哥華市議員，是當年溫市歴屆最年輕的市議員。

### 省議員
1996年，她轉戰卑詩省議會選舉，代表卑詩新民主黨贏取温哥華市東區快樂山選區的議席，並聯同自由黨的張杏芳成為首兩名華裔卑詩省議員。新民主黨於該次省選成功保留執政黨地位，關慧貞則獲任執政黨副黨鞭和衞生廳長議會秘書，並出任公共帳目常務委員會成員。她於1998年2月獲省長簡嘉年委任為卑詩省城鎮事務廳長，成為該省首位華人廳長。關氏於1999年調任婦女平等事務廳長，再於翌年2月杜新志繼任省長後調任社區發展、合作社及義務工作廳長。
受多項不利因素影響，新民主黨於2001年省選中大敗，但關慧貞成功保住其議席，並聯同代表溫哥華喜士定選區的麥菲成為該屆省議會僅有兩名新民主黨省議員。那幾年間，勢力極度潺弱的新民主黨就全靠兩人在議會中扞衞下來。關氏於該屆省議會中出任教育常務委員會成員，及公共帳目常務委員會主席。
關氏於2005年、2009年和2013年省選順利連任，繼續擔任温哥華快樂山選區的省議員。她從2005年至09年間出任省議會反對黨黨團的主席，和反對黨無家可歸及精神健康評議員，2009年至13年間出任則任反對黨就業、經濟發展及貿易評議員。

#### 黨領爭議
2010年12月1日，身為卑詩新民主黨“四朝元老”的關慧貞公開要求黨領詹嘉路辭職，並呼籲該黨立刻舉行黨領選舉。關氏批評詹嘉路的領導方式偏離民主，決策事情之前經常沒有咨詢黨團，導致部分黨員遭邊緣化，甚至要靠傳媒才知道黨領的重大決定。此外，縱使當時執政黨卑詩自由黨的民望插水式下跌，但作為反對黨的新民主黨及其黨領詹嘉路的民望卻未有上升，關慧貞就此歸疚於詹嘉路的優柔寡斷和領導無方。當時詹嘉路和其支持者皆否認所有控訴並拒絕辭職，但數日之後情況急轉直下，詹嘉路並於12月6日宣布辭職。詹嘉路在2003年成為卑詩新民主黨黨領，其實是由關慧貞所提名，多年來兩人更是並肩作戰，今次事件令到兩人多年的親密關係正式決裂。
詹嘉路辭職後，關慧貞一度被視為繼任黨領的熱門人選，但她已再三強調她只會留任快樂山選區的省議員，無意競逐黨領一職。

### 國會議員
擔任加拿大國會下議院溫哥華東選區議員多年的聯邦新民主黨黨員戴慧思於2014年末宣佈不會在2015年聯邦大選中尋求連任；關慧貞遂於2015年1月宣佈角逐聯邦新民主黨在該選區的候選人提名。2015年3月，關慧貞擊敗包括溫哥華堅盛頓選區省議員艾美寶在内的三名對手，成為該選區的新民主黨候選人。在同年10月舉行的聯邦大選中，關慧貞以50%得票率贏取溫哥華東選區議席，首度晉身國會。她在該屆國會出任新民主黨的公民及移民評議員，並從2017年起兼任加拿大文化遺產評議員。
關慧貞在2017年聯邦新民主黨黨領選舉中支持駔勉誠；駔勉誠成為黨領後於2019年透過補選當選國會議員，並於同年3月委派關慧貞出任該黨的副黨鞭。
她於2019年聯邦大選中成功連任下議院議員，留任新民主黨的公民及移民評議員，並兼任該黨的衛生副評議員。2021年初，關慧貞因反对新疆再教育营参加了加拿大国会呼吁抵制2022年北京冬奥会的联署行动，同年2月則投票支持由保守党议员庄文浩发起，认定中国对维吾尔族种族灭绝的议案。
2021年聯邦大選，她以約56%得票率連任下議員。她隨後獲選為聯邦新民主黨黨團主席，留任新民主黨的公民及移民評議員，並兼任該黨的房屋評議員。她再於2025年聯邦大選連任下議員。

## 参看
- 大溫哥華地區的华裔加拿大人
- 香港裔加拿大人

## 外部連結
- 關慧貞國會議員官方網站：中文版 （页面存档备份，存于）/英文版 （页面存档备份，存于）
- 關慧貞的X（前Twitter）